# Giuseppe Ottavio Pitoni
Giuseppe Ottavio Pitoni (Rieti, 18 marzo 1657 – Roma, 1º febbraio 1743) è stato un compositore italiano, definito dal musicologo Siegfried Gmeinwieser la «massima espressione del barocco polifonico romano».

## Biografia
Giuseppe Ottavio Pitoni nacque a Rieti, ma la sua famiglia si trasferì a Roma quando aveva undici mesi. A cinque anni iniziò gli studi musicali con il compositore, organista e sacerdote Pompeo Natale (o Natali). Fu fanciullo cantore a S. Giovanni dei Fiorentini e nella basilica dei Santi Apostoli. Successivamente studiò composizione con Francesco Foggia. Ancorché molto giovane, divenne maestro di cappella nel 1673 a Monterotondo e nel 1674 nella cattedrale di Assisi.  Dopo essere stato per breve tempo maestro nella cattedrale di Rieti, nel 1676 ritornò di nuovo a Roma, ricoprendovi molti importanti incarichi. Nel 1677 fu maestro di cappella di S. Marco, poi, dal 1686, al Collegio Germanico-Ungarico in S. Apollinare, e dal 1689 anche a S. Lorenzo in Damaso. In questa veste, tra il 1696 e il 1731, gli furono regolarmente affidate le musiche per le cerimonie sacre patrocinate dal cardinale titolare della basilica Pietro Ottoboni, che risiedeva nell'adiacente palazzo della Cancelleria. Dal 1708 al 1719 fu maestro di cappella della Cappella musicale Pia Lateranense della basilica di S. Giovanni in Laterano. Nel settembre 1719 divenne maestro di cappella della basilica di S. Pietro in Vaticano, mantenendo questa carica fino alla morte. 
Membro della Congregazione dei musici di Roma, Pitoni fu più volte nominato guardiano dei maestri di cappella del sodalizio.
Pitoni fu attivo essenzialmente nel campo della musica sacra; sebbene padroneggiasse anche lo stile concertato moderno con e senza strumenti, è ricordato soprattutto per le sue messe policorali e altri lavori di stile contrappuntistico severo, composti nel solco della tradizione che si richiamava idealmente all'opera di Palestrina. 
Tra i suoi allievi più noti si ricordano Francesco Antonio Bonporti, Girolamo Chiti, Francesco Feo, Francesco Durante.
Numerosi volumi di sue composizioni autografe si conservano oggi nel fondo Cappella Giulia della Biblioteca Apostolica Vaticana, e in parte nella Collezione Santini, oggi nella Biblioteca Diocesana di Münster e in altre biblioteche. 
La fama di Pitoni si deve soprattutto al suo interesse per la teoria della composizione. Numerosi appunti di lavoro teorico-musicale sono conservati in oltre quaranta volumi manoscritti nel fondo Cappella Giulia della Biblioteca Apostolica Vaticana., Si tratta di un immenso lavoro di analisi di composizioni polifoniche, che partono dal Quattrocento, svolto in vista della stesura di un ampio trattato teorico-compositivo, che sarebbe dovuto apparire con il titolo di Guida armonica. All'inizio del Settecento, probabilmente tra il 1713 e il 1717, come si apprende dall'allievo Girolamo Chiti, Pitoni mandò in stampa il primo volume dell'opera, ma, insoddisfatto del lavoro, fece distruggere l’intera tiratura, lasciando l'opera inedita (l'unico esemplare sopravvissuto alla distruzione è conservato nella collezione di padre Giovanni Battista Martini, oggi a Bologna, nel Museo internazionale e biblioteca della musica).
Ad integrazione del lavoro teorico, Pitoni compilò anche un'opera di carattere storiografico: la Notitia de' contrapuntisti e compositori di musica dagli anni dell'era cristiana 1000 fino al 1700, primo tentativo di un dizionario bio-bibliografico dei musicisti, rimasto manoscritto, ma oggi disponibile in edizione moderna.
Tra le sue opere teorico-pratiche si conservano anche le Regole di contrappunto e le Aggiunte alle Regole di contrappunto di Giulio Belli, integrazione di 13 pagine alla redazione originaria stesa dal Belli.

## Opere
Composizioni sacre
- 40 Messe per 3 cori, a 12 voci
- 20 Messe per 4 cori, a 16 voci
- Salmi per 4 cori, a 16 voci
- Mottetti per 6 cori, a 24 voci
- Mottetti per 9 cori, a 36 voci

Oratori, cantate sacre e morali
- San Rinieri. Oratorio a cinque voci (Firenze, Oratorio di S. Filippo Neri, 1693)
- Il mondo riparato. Concerto musicale a cinque voci (Roma, Palazzo Apostolico, notte di Natale 1693, poesia di Leonardo Mariano Sorba)
- Hungaria in libertatem ab Austria vindicata. Melodramma musicis concentibus decantandum (Roma, S. Ignazio, 1695)
- Hungariae triumphus in Quirinali musicis modis celebratus (Roma, Collegio Romano, 1695)
- De Vienna liberata ab immanissimo turcarum tyranno Ss. Mariae nominis praesidio (Roma, Oratorio del Ss. Crocifisso di S. Marcello, 1725, poesia Giovanni Francesco Rubini)

Opere teoriche manoscritte
- Notizia de' contrappuntisti e compositori dagli anni dell'era cristiana 1000 fino al 1700
- Opera de' monumenti (studi di contrappunto in 41 volumi in preparazione del trattato Guida armonica, mai completato).
- Regole di contrappunto
- Aggiunta alle Regole di contrappunto di Giulio Belli